# Vatica lobata
Vatica lobata är en tvåhjärtbladig växtart som beskrevs av Foxworthy. Vatica lobata ingår i släktet Vatica och familjen Dipterocarpaceae. Inga underarter finns listade i Catalogue of Life.